# یواس‌اس ویگور (ای‌ام‌سی-۱۱۰)
یواس‌اس ویگور (ای‌ام‌سی-۱۱۰) (به انگلیسی: USS Vigor (AMc-110)) یک کشتی بود که طول آن ۹۸ فوت ۵ اینچ (۳۰٫۰۰ متر) بود. این کشتی در سال ۱۹۴۲ ساخته شد.